# Iraje
Iraje (ایرج; em persa médio: ērič; em avéstico: 𐬀𐬌𐬭𐬌𐬌𐬀; romaniz.: airiia, lit. "ariano") é o sétimo xá da dinastia pisdadiana, retratado no Xanamé de Ferdusi. Com base na mitologia iraniana, é o filho mais novo de Feredum. Nas lendas avésticas, na literatura pálavi, nas fontes persas baseadas nos textos sassânidas, em algumas fontes persas e, particularmente, no Xanamé, é considerado o doador do nome da nação iraniana, o ancestral de suas casas reais e um modelo daqueles mortos em defesa de causas justas.